# مفيدة شيحة
مفيدة شيحة (6 سبتمبر 1971 -)، إعلامية مصرية. شاركت في تقديم عدد من البرامج التليفزيونية، وتخصصت في برامج المنوعات، منها: سكوت حنغني، دقيقة مفيدة، الستات مايعرفوش يكدبوا، الشيف ومفيدة في قناة cbc
في سبتمبر 2021 أنهت تعاقدها مع قناة سي بي سي  المصرية بعد عشرة سنوات من تقديم برنامج الستات ميعرفوش يكدبوا  وانتقلت في يناير 2022 إلى قناة النهار المصرية مع زميلتها سهير جودة لتقديم برنامج بعنوان الستات في يوليو 2022

## وصلات خارجية
- مفيدة شيحة على موقع الدهليز
- مفيدة شيحة على موقع قاعدة بيانات الأفلام العربية